# Крсташки рат у Југовцу
„Крсташки рат у Југовцу” је југословенски ТВ филм из 1986. године. Режирао га је Владимир Момчиловић а сценарио су написали Иван Ивановић и Татјана Павишић.

## Радња
Провинција, провинцијски менталитет, мала средина пуна „малих богова”, у којој су догађаји у гимназији и директорово самовлашће предмет великих расправа и узбуђења, чак и физичких разрачунавања. А све је почело припремама за интеграцију гимназије и економске школе у Југовцу.

## Улоге
| Глумац               | Улога |
| -------------------- | ----- |
| Иван Бекјарев        |       |
| Александар Хрњаковић |       |